# سیدا (موزه)

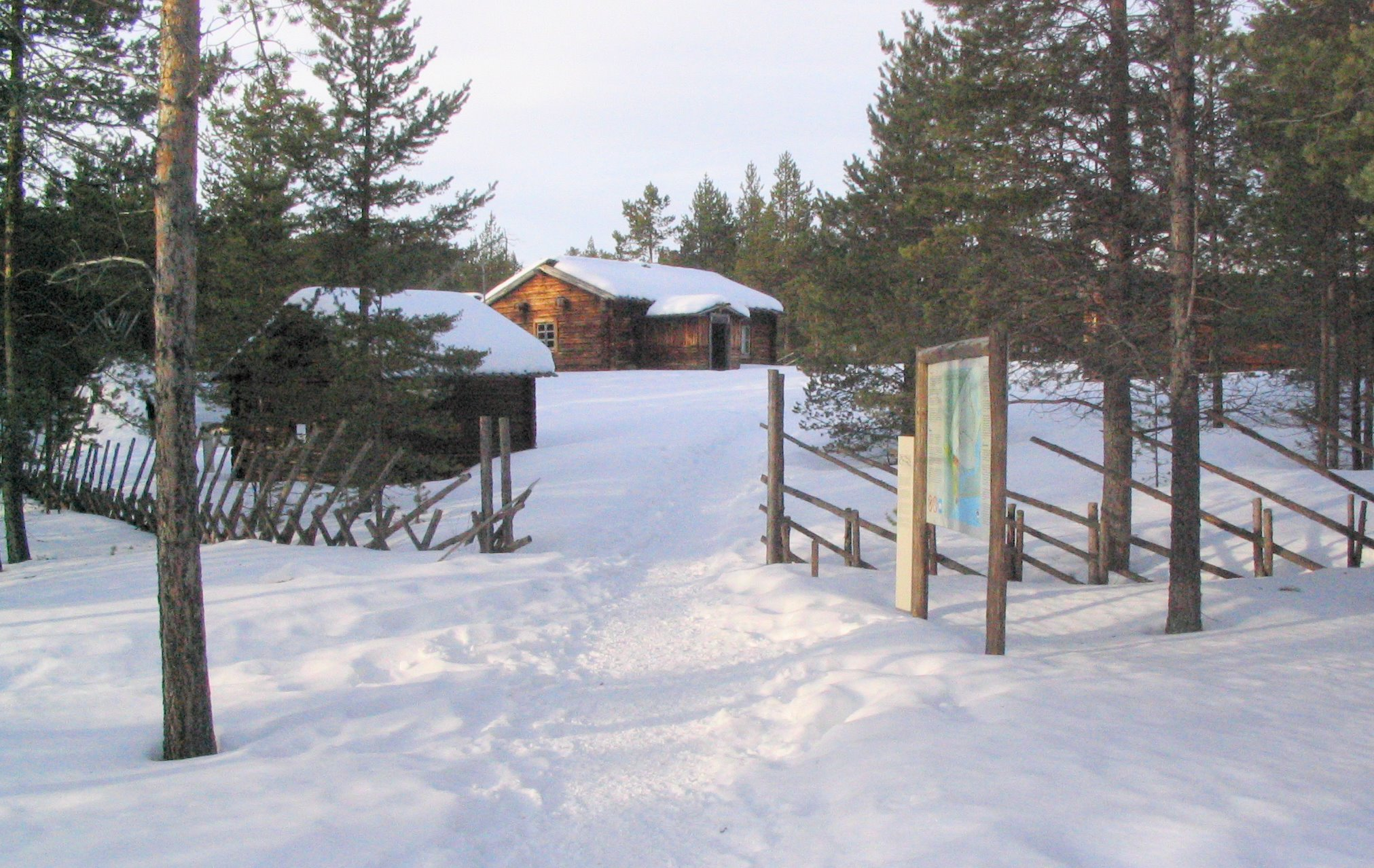
موزه فضای باز در سیدا

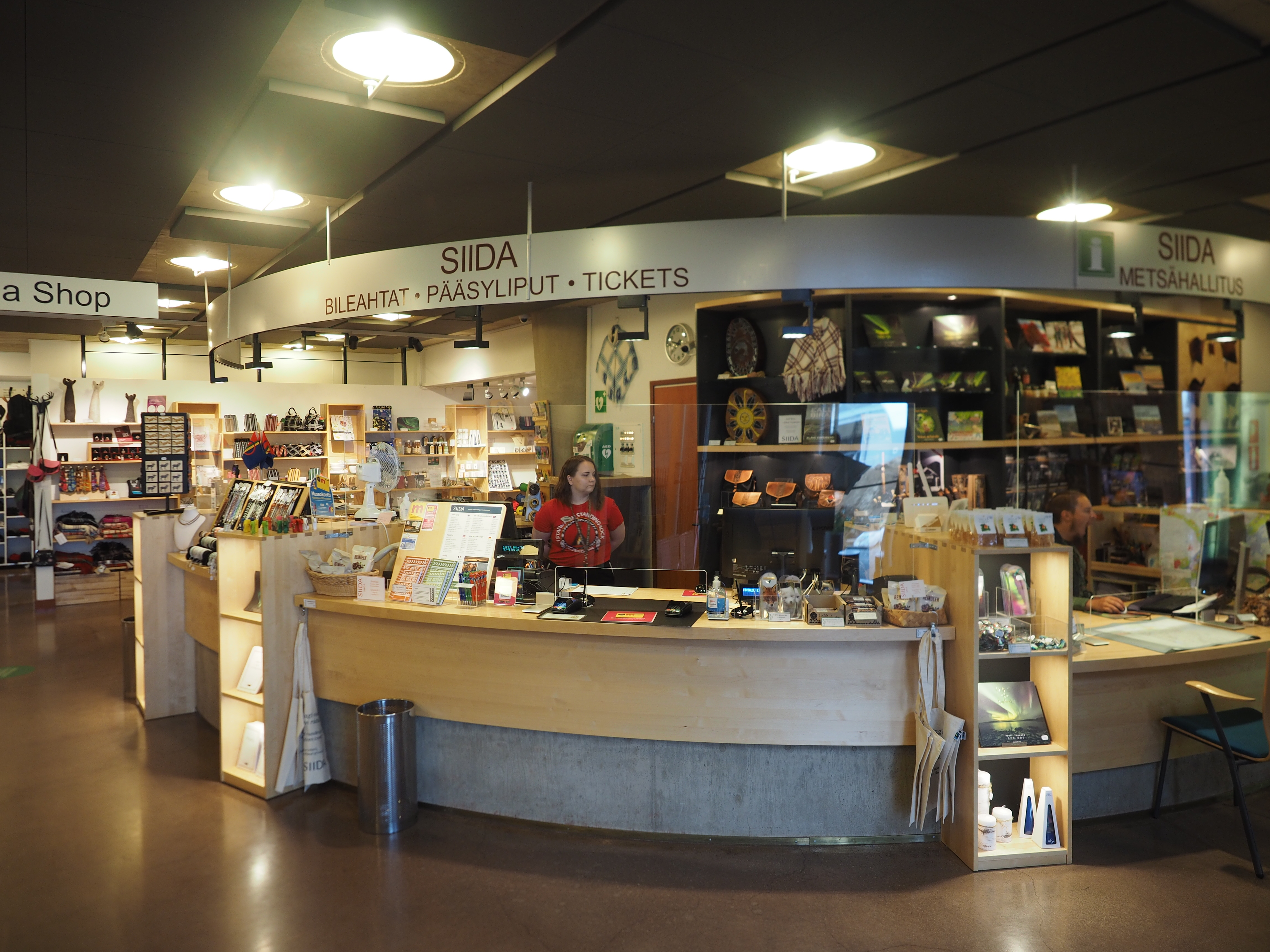
نمای داخلی سیدا

سیدا موزه‌ای است در ساحل دریاچه ایناری که در روستای ایناری در فنلاند واقع شده‌است. موزه سامی و مرکز طبیعی لاپلند شمالی نیز در آن قرار دارند. 
سیدا نمایشگاه‌هایی در مورد فرهنگ سامی و طبیعت لاپلند شمالی ترتیب می‌دهد. علاوه بر این، سیدا دارای یک موزه در فضای باز در تابستان است. این منطقه هفت هکتار وسعت دارد و دارای نزدیک به ۵۰ مکان دیدنی مربوط به طبیعت لاپلند و سامی‌ها و فرهنگ آنها است. 
علاوه بر این، این منطقه جایی است که اولین مهاجران در لاپلند شمالی زندگی می‌کردند و یافته‌های باستان‌شناسی مربوط به حدود ۹۰۰۰ سال پیش در این محل یافت شده‌است.

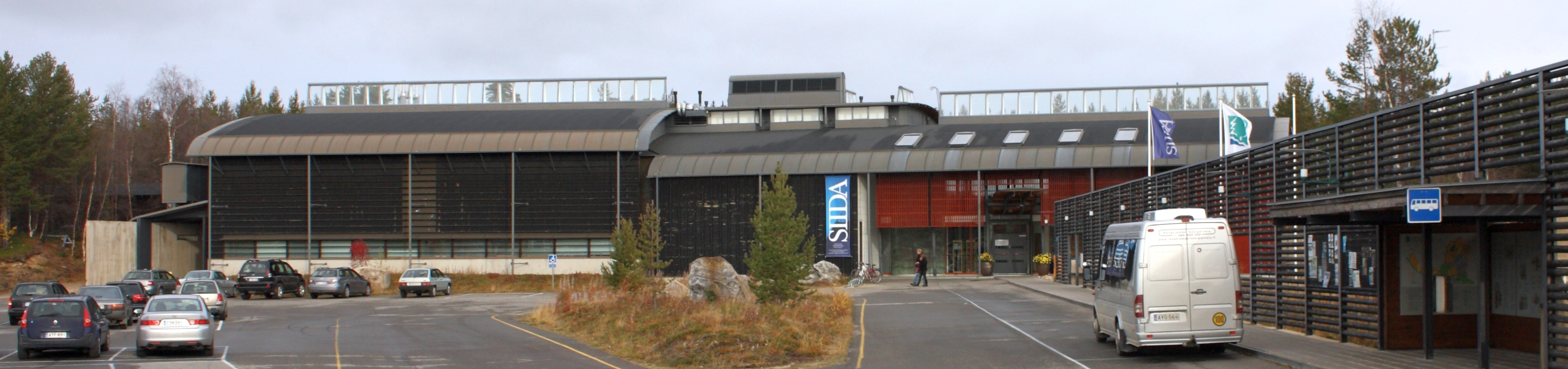
ورودی اصلی سیدا